# Paris–Roubaix 2004

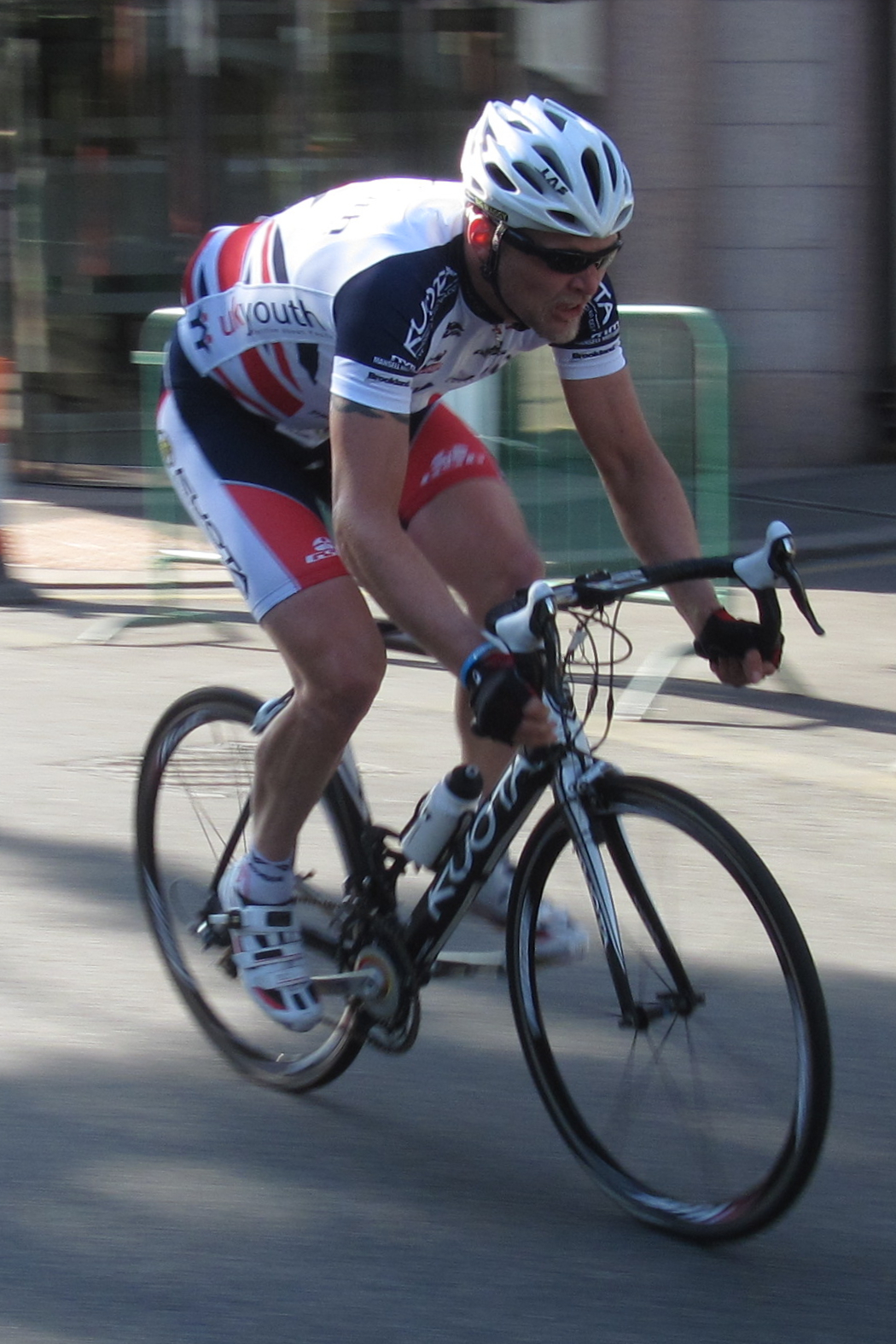
Magnus Bäckstedt (2011)

Das Eintagesrennen Paris–Roubaix 2004 war die 102. Austragung des Radsportklassikers und fand am Sonntag, den 11. April 2004, statt.
Das Rennen führte von Compiègne, rund 80 Kilometer nördlich von Paris, nach Roubaix, wo es im  Vélodrome André-Pétrieux endete. Die gesamte Strecke war 261 Kilometer lang, davon führten 51,1 Kilometer über 26 Pavé-Sektoren. Es starteten 177 Fahrer, von denen sich 93 platzieren konnten. Der Sieger Magnus Bäckstedt absolvierte das Rennen mit einer Durchschnittsgeschwindigkeit von 39,1 km/h.
Beim Rennstart war es sonnig und trocken, es herrschten 9 Grad Celsius. Die Gruppe der Fahrer, die sich vorne platzierten, fuhr am letzten Pavé-Sektor Carrefour de l’Arbre bei Kilometer 245 davon. Peter Van Petegem und Johan Museeuw befanden sich in der Gruppe, doch Defekte ruinierten ihre Chancen auf den Sieg. Vier Fahrer – Backstädt, Tristan Hoffman, Roger Hammond und Fabian Cancellara – erreichten die Radrennbahn gemeinsam. Cancellara führte bei der Einfahrt in die Bahn, doch Backstädt gewann den Zielsprint. Er war der erste Schwede, der bei Paris–Roubaix erfolgreich war.
Johan Museeuw und Peter Van Petegem fuhren als Fünfte und Sechste Arm in Arm gemeinsam über die Ziellinie. Für Museeuw war es der letzte Start bei Paris–Roubaix, der Ende 2004 seine sportliche Karriere beendete.